# Bitva u La Forbie
Bitva u La Forbie proběhlo 17.–18. října roku 1244 nedaleko vesnice Hiribja (křižáky nazvané jako La Forbie), v níž se střetlo spojené vojsko křesťanských křižáků (Jeruzalémského království a rytířských řádů) a ajjúbovských separatistů (sultán Damašku a emírů z Homsu, Keraku a Aleppa) s egyptskou armádou ajjúbovského sultána As-Sáliha Ismaíla, posílené o Chórezmské Turky. Egyptská armáda pod vedením sultána As-Sáliha a mamlúckého velitele Bajbarse uštědřila vojskům křižáků a odbojným Ajjúbovcům tvrdou porážku.